# 100 meter för herrar i friidrott vid olympiska sommarspelen 1992
100 meter för herrar vid olympiska sommarspelen 1992 i Barcelona avgjordes 31 juli-1 augusti. 

## Medaljörer
| Gren      | Guld                              | Guld | Silver                       | Silver | Brons                 | Brons |
| 100 meter | Linford Christie · Storbritannien | 9,96 | Frankie Fredericks · Namibia | 10,02  | Dennis Mitchell · USA | 10,04 |

## Resultat
- Q innebär avancemang utifrån placering i heatet.
- q innebär avancemang utifrån total placering.
- DNS innebär att personen inte startade.
- DNF innebär att personen inte fullföljde.
- DQ innebär diskvalificering.
- NR innebär nationellt rekord.
- OR innebär olympiskt rekord.
- WR innebär världsrekord.
- WJR innebär världsrekord för juniorer
- AR innebär världsdelsrekord (area record)
- PB innebär personligt rekord.
- SB innebär säsongsbästa.

### Final
- Hölls den 1 augusti 1992

| Placering | Final                    | Tid    |
| --------- | ------------------------ | ------ |
|           | Linford Christie (GBR)   | 9,96   |
|           | Frankie Fredericks (NAM) | 10,.02 |
|           | Dennis Mitchell (USA)    | 10,04  |
| 4.        | Bruny Surin (CAN)        | 10,09  |
| 5.        | Leroy Burrell (USA)      | 10,10  |
| 6.        | Olapade Adeniken (NGR)   | 10,12  |
| 7.        | Raymond Stewart (JAM)    | 10,22  |
| 8.        | Davidson Ezinwa (NGR)    | 10,26  |

### Semifinaler
| Placering | Heat 1                 | Tid   |
| --------- | ---------------------- | ----- |
| 1.        | Leroy Burrell (USA)    | 9,97  |
| 2.        | Linford Christie (GBR) | 10.00 |
| 3.        | Dennis Mitchell (USA)  | 10.10 |
| 4.        | Davidson Ezinwa (NGR)  | 10.23 |
| 5.        | Chidi Imoh (NGR)       | 10.30 |
| 6.        | Robson da Silva (BRA)  | 10.32 |
| 7.        | Vitalij Savin (EUN)    | 10.33 |
| 8.        | Ben Johnson (CAN)      | 10.70 |

| Placering | Heat 2                       | Tid   |
| --------- | ---------------------------- | ----- |
| 1.        | Frankie Fredericks (NAM)     | 10,17 |
| 2.        | Bruny Surin (CAN)            | 10.21 |
| 3.        | Olapade Adeniken (NGR)       | 10.28 |
| 4.        | Raymond Stewart (JAM)        | 10.33 |
| 5.        | Talal Mansour Al-Rahim (QAT) | 10.34 |
| 6.        | Emmanuel Tuffour (GHA)       | 10.34 |
| 7.        | Max Morinière (FRA)          | 10.42 |
| —         | Mark Witherspoon (USA)       | DNS   |

### Kvartsfinaler
| Placering | Heat 1                       | Tid   |
| --------- | ---------------------------- | ----- |
| 1.        | Mark Witherspoon (USA)       | 10,19 |
| 2.        | Robson da Silva (BRA)        | 10.29 |
| 3.        | Talal Mansour Al-Rahim (QAT) | 10.32 |
| 4.        | Max Morinière (FRA)          | 10.34 |
| 5.        | Marcus Adam (GBR)            | 10.35 |
| 6.        | Pavel Galkin (EUN)           | 10.37 |
| 7.        | Eric Akogyiram (GHA)         | 10.68 |
| 8.        | Atlee Mahorn (CAN)           | 10.77 |

| Placering | Heat 2                   | Tid   |
| --------- | ------------------------ | ----- |
| 1.        | Frankie Fredericks (NAM) | 10,13 |
| 2.        | Bruny Surin (CAN)        | 10.24 |
| 3.        | Vitalij Savin (EUN)      | 10.33 |
| 4.        | Davidson Ezinwa (NGR)    | 10.38 |
| 5.        | John Myles-Mills (GHA)   | 10.41 |
| 6.        | Stefan Burkart (SUI)     | 10.57 |
| 7.        | Samuel Nchinda (CMR)     | 10.58 |
| 8.        | Patrick Stevens (BEL)    | 10.69 |

| Placering | Heat 3                  | Tid   |
| --------- | ----------------------- | ----- |
| 1.        | Dennis Mitchell (USA)   | 10,22 |
| 2.        | Olapade Adeniken (NGR)  | 10.22 |
| 3.        | Emmanuel Tuffour (GHA)  | 10.31 |
| 4.        | Raymond Stewart (JAM)   | 10.36 |
| 5.        | Satoru Inoue (JPN)      | 10.50 |
| 6.        | Daniel Cojocaru (ROU)   | 10.57 |
| 7.        | Daniel Sangouma (FRA)   | 10.64 |
| 8.        | Yiannis Zisimides (CYP) | 10.65 |

| Placering | Heat 4                      | Tid   |
| --------- | --------------------------- | ----- |
| 1.        | Linford Christie (GBR)      | 10,07 |
| 2.        | Leroy Burrell (USA)         | 10.08 |
| 3.        | Chidi Imoh (NGR)            | 10.21 |
| 4.        | Ben Johnson (CAN)           | 10.30 |
| 5.        | Sanusi Turay (SLE)          | 10.40 |
| 6.        | Arnaldo da Silva (BRA)      | 10.47 |
| 7.        | Shinji Aoto (JPN)           | 10.53 |
| 8.        | Jean-Olivier Zirignon (CIV) | 10.54 |

### Försöksheat
| Placering | Heat 1                      | Tid   |
| --------- | --------------------------- | ----- |
| 1.        | Leroy Burrell (USA)         | 10,21 |
| 2.        | Satoru Inoue (JPN)          | 10.48 |
| 3.        | Jean-Olivier Zirignon (CIV) | 10.55 |
| 4.        | Abdoulie Janneh (GAM)       | 10.71 |
| 5.        | Hassane Illiassou (NIG)     | 10.73 |
| 6.        | Khalid Juma Juma (BRN)      | 10.80 |
| 7.        | Jaime Zelaya (HON)          | 11.02 |
| 8.        | Claude Roumain (HAI)        | 11.07 |

| Placering | Heat 2                     | Tid   |
| --------- | -------------------------- | ----- |
| 1.        | Dennis Mitchell (USA)      | 10,21 |
| 2.        | Vitalij Savin (EUN)        | 10.29 |
| 3.        | Samuel Nchinda (CMR)       | 10.41 |
| 4.        | Gustavo Envela Mahua (GEQ) | 10.65 |
| 5.        | Florencio Aguilar (PAN)    | 10.73 |
| 6.        | Dominique Canti (SMR)      | 10.80 |
| —         | Charles Tayot (GAB)        | DNS   |
| —         | Andreas Berger (AUT)       | DSQ   |

| Placering | Heat 3                    | Tid   |
| --------- | ------------------------- | ----- |
| 1.        | Linford Christie (GBR)    | 10,48 |
| 2.        | Arnaldo da Silva (BRA)    | 10.55 |
| 3.        | Daniel Sangouma (FRA)     | 10.63 |
| 4.        | Ato Boldon (TRI)          | 10.77 |
| 5.        | Arif Hasan (PAK)          | 10.83 |
| 6.        | Fabian Muyaba (ZIM)       | 10.84 |
| 7.        | Pascal Dangbo (BEN)       | 11.03 |
| 8.        | Henry Daley Colphon (CRC) | 11.11 |

| Placering | Heat 4                    | Tid   |
| --------- | ------------------------- | ----- |
| 1.        | Frankie Fredericks (NAM)  | 10,29 |
| 2.        | Marcus Adam (GBR)         | 10.57 |
| 3.        | Atlee Mahorn (CAN)        | 10.64 |
| 4.        | Boevi Lawson (TOG)        | 10.69 |
| 5.        | Sriyath Dissanayake (SRI) | 10.87 |
| 6.        | Gabriel Simeon (GRN)      | 11.10 |
| 7.        | Adam Hassan Sakak (SUD)   | 11.12 |
| 8.        | Robinson Stewart (SWZ)    | 11.20 |

| Placering | Heat 5                 | Tid   |
| --------- | ---------------------- | ----- |
| 1.        | Raymond Stewart (JAM)  | 10,61 |
| 2.        | Patricks Stevens (BEL) | 10.63 |
| 3.        | John Myles-Mills (GHA) | 10.64 |
| 4.        | Neville Hodge (ISV)    | 10.71 |
| 5.        | Henrico Atkins (BAR)   | 10.83 |
| 6.        | Golam Ambia (BAN)      | 11.06 |
| 7.        | Gabrieli Qoro (FIJ)    | 11.14 |
| 8.        | Mark Sherwin (COK)     | 11.53 |

| Placering | Heat 6                | Tid   |
| --------- | --------------------- | ----- |
| 1.        | Davidson Ezinwa (NGR) | 10,31 |
| 2.        | Ben Johnson (CAN)     | 10.55 |
| 3.        | Eric Akogyiram (GHA)  | 10.60 |
| 4.        | Juan Trapero (ESP)    | 10.64 |
| 5.        | Joel Otim (UGA)       | 10.84 |
| 6.        | Soryba Diakité (GUI)  | 11.10 |
| 7.        | Ould Nouroudine (MTN) | 11.22 |
| 8.        | Ahmed Shageef (MDV)   | 11.36 |

| Placering | Heat 7                        | Tid   |
| --------- | ----------------------------- | ----- |
| 1.        | Olapade Adeniken (NGR)        | 10,36 |
| 2.        | Talal Mansour Al-Rahim (QAT)  | 10.43 |
| 3.        | Stefan Burkart (SUI)          | 10.67 |
| 4.        | Visut Watanasin (THA)         | 10.72 |
| 5.        | André Domingos da Silva (BRA) | 10.78 |
| 6.        | Valentin Ngbogo (CAF)         | 10.79 |
| 7.        | Bernard Manana (PNG)          | 11.35 |
| 8.        | Sitthixay Sacpraseuth (LAO)   | 12.02 |

| Placering | Heat 8                        | Tid   |
| --------- | ----------------------------- | ----- |
| 1.        | Chidi Imoh (NGR)              | 10,47 |
| 2.        | Daniel Cojocaru (ROU)         | 10.57 |
| 3.        | Sanusi Turay (SLE)            | 10.58 |
| 4.        | Kennedy Ondieki (KEN)         | 10.60 |
| 5.        | Kareem Streete-Thompson (CAY) | 10.78 |
| 6.        | David N'Koua (CGO)            | 10.96 |
| 7.        | Emery Paul Gill (BIZ)         | 11.51 |
| 8.        | Ahmed Al-Moamari (OMA)        | 11.58 |

| Placering | Heat 9                 | Tid   |
| --------- | ---------------------- | ----- |
| 1.        | Max Morinière (FRA)    | 10,36 |
| 2.        | Bruny Surin (CAN)      | 10.37 |
| 3.        | Emmanuel Tuffour (GHA) | 10.45 |
| 4.        | Tatsuo Sugimoto (JPN)  | 10.56 |
| 5.        | Wai-Ming Ku (HKG)      | 10.74 |
| 6.        | Tolutau Koula (TGA)    | 10.85 |
| 7.        | Afonso Ferraz (ANG)    | 11.32 |
| 8.        | Fletcher Wamilee (VAN) | 11.41 |

| Placering | Heat 10                  | Tid   |
| --------- | ------------------------ | ----- |
| 1.        | Robson da Silva (BRA)    | 10,24 |
| 2.        | Mark Witherspoon (USA)   | 10.27 |
| 3.        | Pavel Galkin (EUN)       | 10.43 |
| 4.        | Yiannis Zisimides (CYP)  | 10.51 |
| 5.        | Shinji Aoto (JPN)        | 10.54 |
| 6.        | Charles Louis Seck (SEN) | 10.57 |
| 7.        | Ousmane Diarra (MLI)     | 10.87 |
| 8.        | Bothloko Shebe (LES)     | 10.94 |
| —         | Patrice Traoré (BUR)     | DNS   |